# Таутъях
Таутъях (устар. Таут-Ях) — река в России, протекает по Нефтеюганскому району Ханты-Мансийского АО. Устье реки находится в 134 км от устья Большого Салыма по левому берегу. Длина реки составляет 82 км, площадь водосборного бассейна — 758 км².

## Притоки
(указано расстояние от устья)
- 15 км: Камъега
- 31 км: Сулкалъега
- 47 км: Сыгысъях
- 63 км: Тянклисъега
- Лотынгъега
- 72 км: Нёръега
- Касынгъега

## Данные водного реестра
По данным государственного водного реестра России относится к Верхнеобскому бассейновому округу, водохозяйственный участок реки — Обь от города Нефтеюганск до впадения реки Иртыш, речной подбассейн реки — Обь ниже Ваха до впадения Иртыша. Речной бассейн реки — (Верхняя) Обь до впадения Иртыша. Высота устья — 28 м над уровнем моря.
Код объекта в государственном водном реестре — 13011100212115200050239.